# تجارة الصين القديمة

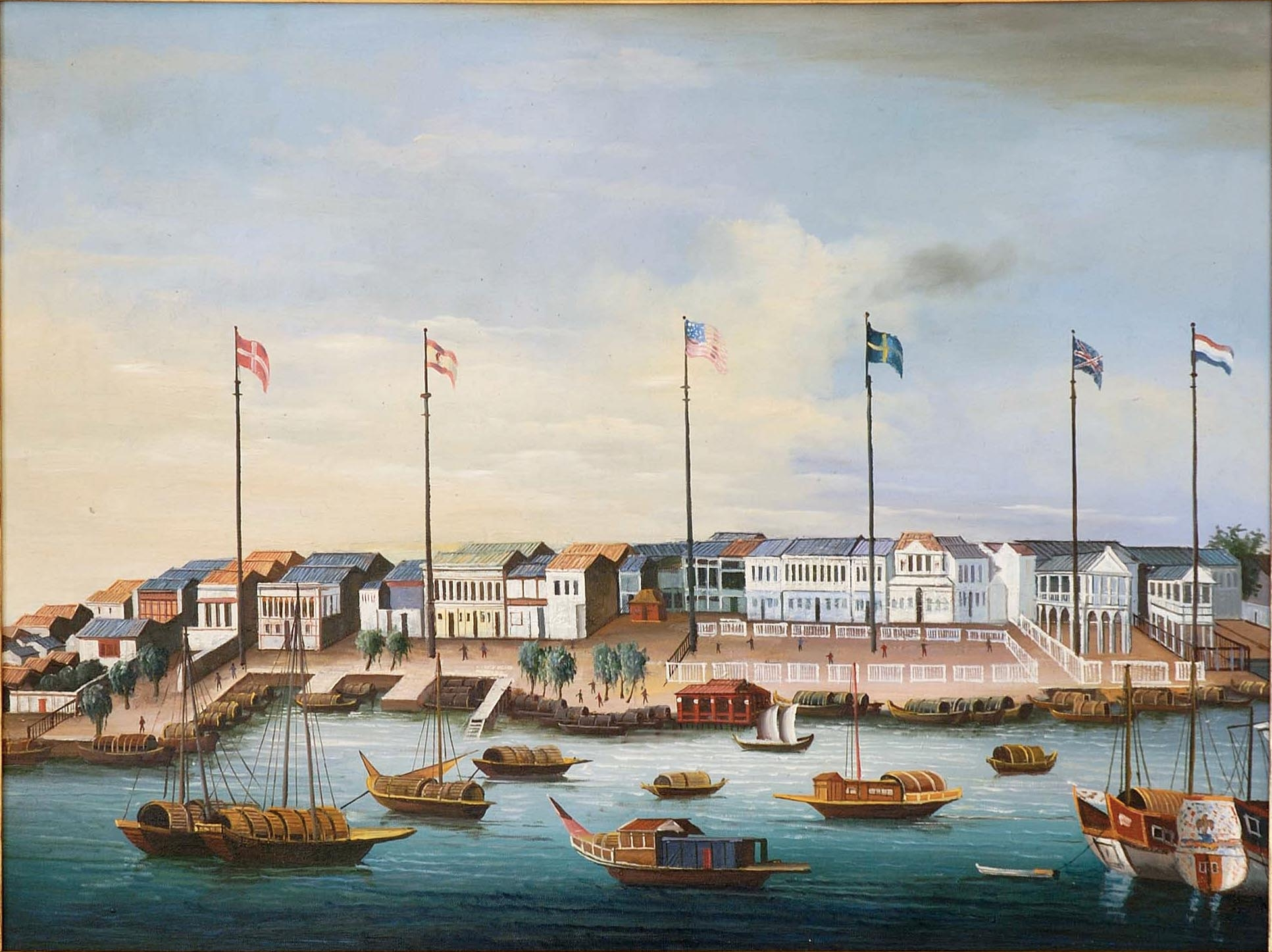

تشير تجارة الصين القديمة إلى العمليات التجارية القديمة بين إمبراطورية تشينغ والولايات المتحدة الأمريكية في ظل نظام كانتون، والتي امتدت منذ فترة ما بعد نهاية الحرب الثورية الأمريكية عام 1783 إلى معاهدة وانغيا في عام 1844. مثّلت تجارة الصين القديمة بداية العلاقات بين الولايات المتحدة الأمريكية وشرق آسيا، بما في ذلك العلاقات الأمريكية الصينية في النهاية. مثلت تجارة الفراء البحرية جانبًا رئيسيًا من تجارة الصين القديمة.

## الأصول

سفن مدينة سالم الأمريكية (ولاية ماساتشوستس) في التجارة مع الصين بعد انتهاء الحرب الثورية الأمريكية

توقفت الأعمال العدائية الإنجليزية الأمريكية في عام 1783 بعد معاهدة باريس الثانية التي أنهت الحرب الثورية الأمريكية وحررت التجارة الأمريكية من السيطرة البريطانية. كان الطلب العالمي المتزايد على الشاي في ذلك الوقت أحد الأسباب الرئيسية لنقص الفضة. لأنها كانت العملة الوحيدة التي قبلها الصينيون وهم المنتجون الوحيدون للسلعة في ذلك الوقت. تعاملت شركة الهند الشرقية التي احتكرت توريد الشاي إلى السوق الإنجليزية مع المشكلة من خلال المبيعات غير المباشرة للأفيون (المزروع في مزارعهم في الهند) إلى الصينيين ودفعوا تلك العائدات مقابل الشاي.
احتاج الأمريكيون أيضًا إلى الفضة لتمويل تجارتهم الدولية المزدهرة من الفراء والأخشاب والسلع الأخرى. ونظروا أيضًا إلى السوق الصينية كمصدر للعملة القوية بناءً على احتكارهم لتجارة الأفيون في تركيا. وصل بوسطن وهو الرجل الذي أصبح أول قنصل أمريكي في الصين برفقة ضابط سابق في الجيش القاري يدعى صموئيل شاو (1754-1794) إلى ميناء غوانزو في عام 1784 على متن سفينة الملكة الصينية. حملت السفينة بقيادة الكابتن جون غرين شحنة من الفضة والجينسينج للتجارة. واجه الأمريكيون في غوانزو العديد من الدول الأوروبية التي كانت تتاجر بالفعل ضمن نظام كانتون، بما في ذلك الإنجليز والهولنديون والفرنسيون والدنماركيون. تفاوض شاو بعد ذلك على بيع حمولة السفينة وحقق ربحًا كبيرًا. بالإضافة إلى خرق احتكار شركة الهند الشرقية البريطانية فقد ألهمت الرحلة الناجحة والمربحة للسفينة التجار الأمريكيين الآخرين ليحذوا حذوها مع الرغبة في دخول سوق جديدة ذات إمكانيات كبيرة للربح. تجاوز عدد السفن الأمريكية بحلول عام 1803 السفن البريطانية وجميع الدول الأخرى في التجارة. كانت السفن الأمريكية أكثر عددًا لكنها أصغر وبمتوسط أقل بقليل من 300 طن لكل منها، مقارنة بسفن شرق الهند من أوروبا والتي بلغ متوسط حمولتها 1200 طن لكل سفينة.

## النمو
أنشأ شاو بعد عامين من رحلته شركة شاو وراندال لتقديم المشورة للشركات الأمريكية غير الخبيرة بتجارة الشرق الأقصى. افتتح بوسطن براهمين وتوماس هانداسيد بيركنز من شركة بيركنز وشركائهم (ذات الوجود الأمريكي المهيمن في تجارة الأفيون التركية) إلى جانب أحد شركائه وابن أخيه جون بيركنز كاشينغ البالغ من العمر 16 عامًا عملياتهم التجارية في غوانزو حيث أصبحت شركة راسل وشركائهم أهم تجار الأفيون الأمريكي. تأسست شركة روسيل وشركائهم من قبل صموئيل راسل وفيليب أمدون في المدينة الصينية عام 1808، حيث اشتروا الأفيون في مزاد من شركة الهند الشرقية في بومباي، ثم أرسلوه سرًا إلى غوانزو على الساحل الجنوبي للصين. أصبحت شركة راسل وشركاه بحلول عام 1827 أكبر تاجر أفيون أمريكي في الصين، وتنافسوا في السوق مع الشركات البريطانية.
تبين أنَّ التجارة مع الصين تنطوي على مخاطر كبيرة لكنها مربحة للغاية. حرص التجار الأمريكيون الذين لديهم موطئ قدم مستقر في غوانزو على بيع بضائعهم إلى الصين، لكن الاهتمام الصيني بالبضائع الأجنبية كان محدودًا. كان العنصر الأول الذي أرادو بيعه في الصين هو السبائك الإسبانية: خصص التجار الأمريكيون مبالغ كبيرة من المال لشراء وتجميع كميات كبيرة من العملة لتصديرها إلى الصين. استخدمت السبائك الفضية الإسبانية بشكل أساسي لشراء السلع الأمريكية ذات الأرباح القليلة مثل الجبن والحبوب. أصبح استخدام السبائك منتشرًا إذ جرى تداول أكثر من 62 مليون دولار من أنواع معينة من النقود مع الصين بين عامي 1805 و1825. ومع ذلك انخفض هذا التداول تدريجيًا بعد عام 1815 عندما بدأ التجار الأمريكيون المشاركة في طرق تجارة السلسلة من خلال شراء وبيع السلع أثناء الطريق إلى غوانزو. وشكل الجينسينج مادة التصدير الرئيسية الثانية الأكثر ربحًا من الصادرات الأمريكية إلى الصين. استقبله الصينيون باعتباره دواء لكل داء، وهو النوع الأقوى وبالتالي الأكثر طلبًا من الجينسينج والذي نما في منشوريا وجبال الأبالاش. شُحِنَ الجينسينج إلى الصين بعد نقله من بنسلفانيا وفرجينيا إلى فيلادلفيا أو نيويورك أو بوسطن، وبيع بسعر وصل إلى 250 ضعف وزنه من الفضة. كان الفراء ثالث أكبر الصادرات الأمريكية المربحة للصين. سرعان ما اكتشف الأمريكيون أثناء بحثهم عن نوع آخر من العناصر التي يمكن بيعها للصينيين فاكهة الماندرين التي امتلكت طعم يشبه طعم جلد حيوانات قضاعة البحر، وأمكن شراؤها بشكل غير مكلف من هنود الساحل الشمالي الغربي لأمريكا وشحنها إلى غوانزو. ألهمت عودة سفينة إمبراطورة الصين والتي كانت تحمل جميع السلع الثلاثة وطاقمها الذي أصبح غنيًا إلى بوسطن عام 1785 الأمريكيين الآخرين للقيام برحلات مماثلة. وظهرت أسباب مختلفة للحفاظ على التجارة مع الصين.
لطالما وجدت رغبة أمريكية عامة في صناعة بضائع غريبة أحيانًا، ووقعت مهمة تلبية هذا الطلب على التجار الأمريكيين مع عدم وجود شركة الهند الشرقية البريطانية التي اعتبرت القوة المهيمنة في التجارة الأمريكية. لذلك أحضرت سفينة الإمبراطورة عندما عادت إلى الوطن مخزونًا كبيرًا من البضائع الصينية الغريبة، والتي باعها أصحابها مقابل ربح كبير قدر بـ 30,000 دولار، أي مكسب 25٪. لم يستغرق التجار الأمريكيون الآخرون وقتًا طويلاً لإدراك فكرة أنَّ بيع الأنواع الأمريكية والجينسينج والفراء والمندرين للصينيين كان مربحًا بلا شك لكن بيع البضائع الصينية في أمريكا كان مربحًا أكثر من ذلك بكثير. جاء الدافع الإضافي من المعرفة بأن الصين ككل كان لها ميول إتجارية تجاه التجارة الخارجية، كانوا يميلون إلى مقاومة استيراد البضائع الأجنبية بسبب الفلسفة الكونفوشية التي انتقدت التجارة والمركزية العرقية التي شعر بها الصينيون (لم يكونوا بحاجة إلى البحث عن التجارة لأن الدول البربرية البيضاء ستجلب التجارة بالنسبة لهم كشكل من أشكال الإجلال والاحترام.) وبسبب هذه العوامل بدأ التجار الأمريكيون في تركيز أموالهم للحصول على السلع الصينية بدلًا من شراء السلع الأمريكية. عاد ذلك إلى غمر المواد مثل الشاي الصيني والأقطان والحرير وراوند الحدائق والسليخة والقماش الأصفر وطلاء الأرضية والمراوح والأثاث والخزف لأمريكا، لدرجة شراء الطبقات الاجتماعية الفقيرة لبعض المنتجات الصينية.

## الدبلوماسية الأمريكية في الصين
وجدت التجارة الأمريكية في غوانزو بشكل رئيسي من خلال التجار دون إشراف ودعم سلطة وحكومة الولايات المتحدة الأمريكية. عُين بعد عام 1784 قنصل أمريكي في غوانزو وعمل كوكيل إعداد تقارير عن التجارة إلى حكومة الولايات المتحدة الأمريكية. لم تتعرف السلطات الصينية على القنصل، ولم يُسمح له برفع العلم الأمريكي فوق مكتبه حتى بعد عام 1799. كان على الأمريكيين التجارة مع الصينيين كأشخاص مرؤوسين لا متساوين. ونتيجة لذلك لم يملك الأمريكيين النفوذ لتقديم الاحتجاجات السياسية أو القانونية وكان عليهم الخضوع لنظام العدالة الصيني الذي يؤمن بمبدأ «الحياة مقابل الحياة» والذي كان يُحمل المجموعات مسؤولية أفعال الأفراد. كان الهاجس الرئيسي للتجار الأجانب هو منع الصينيين من إغلاق التجارة، حيث كان من الممكن حدوث ذلك بسبب النزاعات القانونية.